# Veľký Vreteň

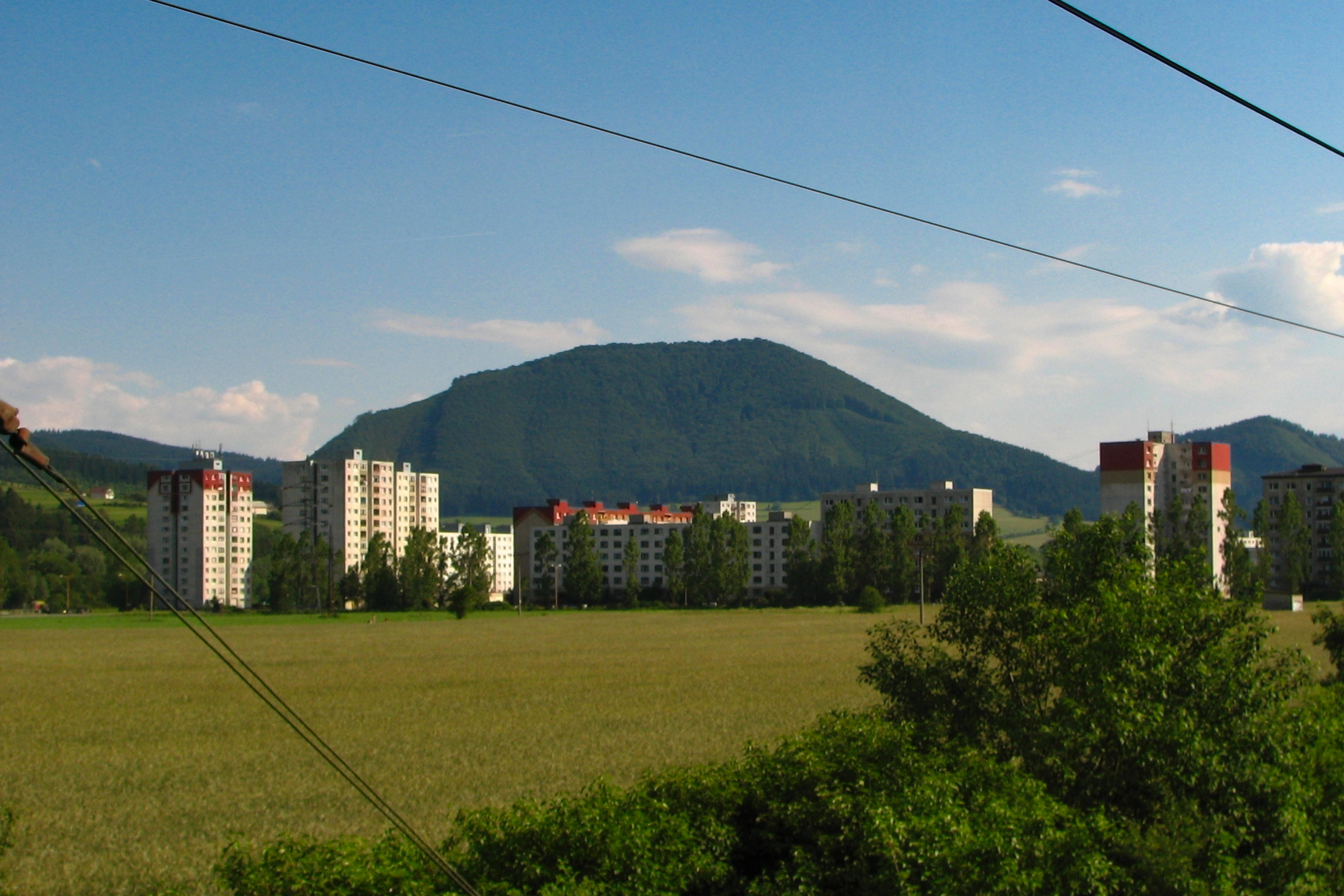
Veľký Vreteň z Kisuckiego Nowego Miasta, po prawej w głębi Malý Vreteň

Veľký Vreteň (też: Vreteň, dawn. Veľké Vreteno; 821 m n.p.m.) – charakterystyczny, stożkowaty szczyt w Górach Kisuckich w północnej Słowacji, wznoszący się 3 km na południe od Kisuckiego Nowego Miasta i 7 km na północny wschód od Żyliny.

## Położenie
Veľký Vreteň wznosi się w południowej części Gór Kisuckich, w ich części, którą słowaccy geografowie określają jako Kysucké bradlá (Skały Kisuckie). Formacja ta należy do ciągnącego się długim, wąskim pasem wzdłuż łuku Karpat Pienińskiego Pasa Skałkowego. Veľký Vreteň leży w całym łańcuchu podobnych kopcowatych wzgórz, ciągnącym się od masywu Sten w kierunku południowo-zachodnim, aż na prawy brzeg Kisucy. Dominuje od północy nad wsią Snežnica, a jego stoki północne, podobnie jak sąsiedniego szczytu Malý Vreteň, opadają w widły, jakie tworzą Kisuca i wpadający do niej Vadičovský potok.

## Charakterystyka
Góra ma formę kopcowato-stożkowatą, o wierzchowinie nieznacznie wyciągniętej od wierzchołka w kierunku wschodnim i jednym masywniejszym ramieniu, opadającym w kierunku północno-wschodnim. Wszystkie stoki są strome, w tym południowe bardzo strome, bardzo słabo rozczłonkowane. Masyw budują prawie w całości margliste wapienie i czarne margle starszej kredy, jedynie wzdłuż północnych podnóży ciągnie się pas skał z okresu młodszej i środkowej jury, wśród których możemy znaleźć wapienie kalpionellowe, radiolaryty, piaszczyste łupki, czasem piaskowce.
Cała góra jest pokryta lasem. Dominującym gatunkiem jest buk, domieszkowo występuje m.in. jawor, lokalnie modrzew europejski.

## Turystyka
Pomimo całkowitego zalesienia z wierzchołka otwiera się fragmentaryczny widok w kierunku północnym, na dolinę Kisucy i Kisuckie Beskidy aż po graniczną Wielką Raczę. Na szczyt prowadzi zielono  znakowany szlak turystyczny z Kisuckiego Nowego Miasta przez położoną u północnych podnóży góry wieś Radoľa. Na szczycie znajduje się wiata turystyczna oraz książka wejść szczytowych.